# Камерон Филлипс (персонаж)
Ка́мерон Фи́ллипс (англ. Cameron Phillips) — героиня телесериала «Терминатор: хроники Сары Коннор» (англ. Terminator: The Sarah Connor Chronicles).
Роль Камерон исполнила американская актриса Саммер Глау, получившая кинопремию «Сатурн» как лучшая телевизионная актриса второго плана, разделив награду с Элизабет Митчелл («Остаться в живых»).
Камерон, являясь одной из основных героинь сериала, фигурирует в нём на протяжении всех двух сезонов.

## Образ персонажа
По сюжету Камерон является дружественным по отношению к главным героям терминатором. Она была прислана из 2027 года для защиты молодого Джона Коннора. Камерон может подражать человеческому поведению и манере речи, использовать робкий юмор и принимать пищу, кроме всего прочего, ей присущи эстетические чувства. Камерон относится к серии терминаторов T-900, класс TOK-715. Интересен тот факт, что создатели сериала назвали Камерон в честь сценариста и режиссёра первых двух частей фильма, Джеймса Кэмерона, тем самым выразив ему дань уважения.
Джеймс Кэмерон видел образ Терминаторов как автоматизированных, гуманоидных агентов для внедрения в сопротивление, которые могли смешиваться с людьми. В соответствии с этой идеей, Фридман вводил этого персонажа как самую продвинутую модель Терминатора, господство которого над другими моделями было определено её способностью искусно подражать человеческому поведению. Идея сделать персонажа выглядящим юной девушкой, с внешне кажущейся небольшой физической силой также была реализована под влиянием идеи Джеймса Кэмерона об идеальных агентах для проникновения в человеческое общество.
Предположительно, история происхождения Камерон была показана в четвёртом эпизоде второго сезона «Эллисон из Палмдэйл» (англ. Allison From Palmdale), который был написан соисполнительным продюсером Тони Грэфия. На её концепцию прошлого Камерон сильно повлияла сцена Фридмана, первоначально написанная для прослушивания актрис на эту роль. Сцена детально раскрывала Джону подробности того, как у Камерон в будущем получится найти и совершить попытку его убийства, после того как она будет пытать члена сопротивления ради информации о местоположении Джона. Обнаружив, что история, описанная в сцене, неплохо стыкуется со сценарием сериала, а также может ответить на вопросы многих фанатов о происхождении Камерон, Грэфия подогнала содержание сцены под эпизод «Эллисон из Палмдэйл», дав девушке-бойцу сопротивления из сцены Фридмана имя — Эллисон Янг (англ. Allison Young).
Хотя первоначально упомянуто имя Камерон Филлипс, эта фамилия использовалась только в пилотной серии, где она себя так называет, входя в доверие к Джону Коннору. В дальнейшем для окружающих она выступает как сестра Джона и, соответственно, использует любую фиктивную фамилию, используемую Коннорами в соответствующем промежутке времени. В первом сезоне они используют фамилию Баум в знак уважения Фрэнку Бауму, чью книгу «Удивительный Волшебник из Страны Оз» Сара имела обыкновение читать Джону, когда он был маленьким мальчиком.

### Особенности персонажа
Среди всех моделей роботов, которые были представлены в фильмах и сериале, Камерон Филлипс наиболее убедительно может себя выдать за человека — 17-летнюю девушку, тем самым выполняя условие одного из вариантов теста Тьюринга. Она ведёт себя и говорит, как обычный подросток. Во время знакомства, между ней и Джоном Коннором даже появляется намёк на возможные романтические отношения, но в дальнейшем она ведёт себя как обычный телохранитель. Ещё одной особенностью этой модели является наличие эмоций, так что Камерон старается успокоить в напряжённые моменты Сару и Джона.
Технические особенности: производит сканирование состояния человека по данным, полученным с кожного покрова, способна к быстрому регенерированию повреждённого кожного покрова, употреблять жидкости и пищу, обладает нормальным зрением, в отличие от моделей с монохромным зрением (в частности Т-800).